# Kulu Abdullahi Sifawa
Kulu Abdullahi Sifawa é a actual comissária para Assuntos da Mulher no Estado de Sokoto, na Nigéria, nomeada pelo governador Aminu Tambuwal.

## Carreira
Como comissária de Assuntos da Mulher do Estado de Sokoto, Sifawa defendeu a instauração de processo contra qualquer pessoa que for apanhada a cometer abuso sexual infantil ou feminino. Essa proposta foi feita numa reunião com a participação de representantes da sociedade civil, governantes tradicionais, representantes da mídia e agências de segurança. Posteriormente, algumas alegações de abusos no estado foram resolvidas. Ela também iniciou esforços para fornecer aconselhamento e reabilitação para crianças que foram encarceradas por delitos menores.